# Eurycea cirrigera
Espèce
Synonymes
- Salamandra cirrigera Green, 1831

Statut de conservation UICN

 LC  : Préoccupation mineure
Eurycea cirrigera est une espèce d'urodèles de la famille des Plethodontidae.

## Répartition
Cette espèce est endémique de l'Est des États-Unis. Elle se rencontre en Virginie, en Virginie-Occidentale, en Ohio, en Indiana, dans l'est de l'Illinois, au Kentucky, au Tennessee, en Caroline du Nord, en Caroline du Sud, en Géorgie, dans le nord de la Floride, en Alabama, au Mississippi et dans l'Est de la Louisiane.

## Publication originale
- Green, 1831 : Description of two new species of salamander. Journal of the Academy of Natural Sciences of Philadelphia, vol. 6, p. 253-255 (texte intégral).